# Polymerus nigrita

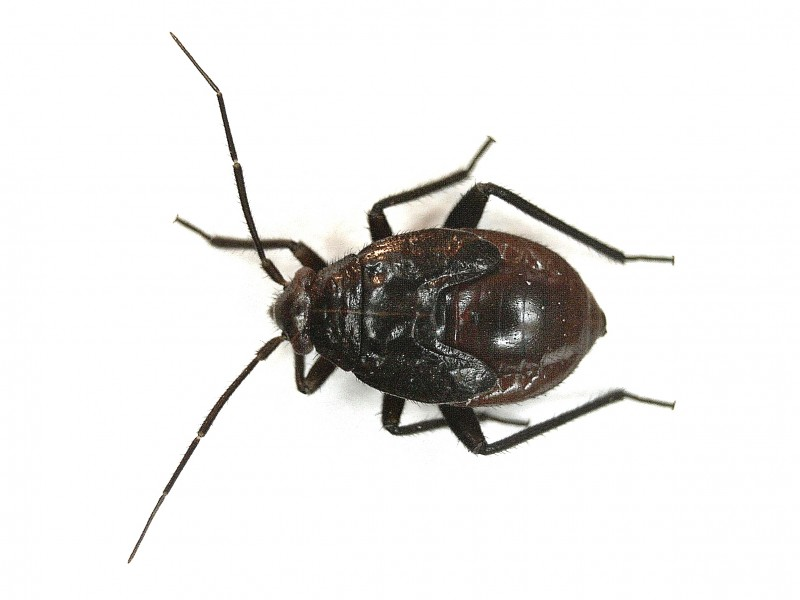
Nymphe

Polymerus nigrita ist eine Wanzenart aus der Familie der Weichwanzen (Miridae).

## Merkmale
Die Wanzen werden 4,0 bis 4,9 Millimeter lang. Die Arten der Gattung Polymerus haben eine überwiegend schwarze oder schwarz und gelbe Grundfarbe. Ihre Körperoberseite ist mit schuppenartigen, goldenen oder silbrigen Härchen bedeckt und die Schienen (Tibien) tragen kräftige schwarze Dornen. Polymerus nigrita hat ein komplett dunkel gefärbtes Pronotum, Schildchen (Scutellum) und Corium. Am Cuneus sind orangefarbene Musterungen ausgebildet. Die Schienen tragen breite, blasse Binden.

## Vorkommen und Lebensraum
Die Art ist in Europa mit Ausnahme des hohen Nordens und des Mittelmeerraums, wo sie nur im äußersten Norden auftritt, verbreitet. Östlich erstreckt sich die Verbreitung in Asien bis nach Sibirien, China und Korea. In Deutschland und Österreich tritt die Art überall auf und ist nicht selten. Besiedelt werden trockene und auch feuchte, offene Lebensräume.

## Lebensweise
Polymerus nigrita lebt an verschiedenen Labkräutern (Galium), wie etwa Wiesen-Labkraut (Galium mollugo), Sumpf-Labkraut (Galium palustre), Echtem Labkraut (Galium verum) und Kletten-Labkraut (Galium aparine). Die Imagines kann man von Juni bis September beobachten. Die Weibchen stechen ihre Eier einzeln in die unreifen Früchte der Nahrungspflanzen ein.

## Belege